# Veljko Vlahović
Veljko Vlahović, črnogorski revolucionar in politik, * 2. september 1914, † 7. marec 1975.

## Življenjepis
Leta 1933 je postal član SKOJ in čez dve leti član KPJ; deloval je tako v jugoslovanskem kot evropskem prostoru pri organizaciji mladinskih dogodkov. V španski državljanski vojni je deloval med januarjem 1937 in junijem 1938.
Leta 1939 je odšel v Sovjetsko zvezo, kjer je postal jugoslovanski predstavnik v Komunistični mladinski internacionali; v tej vlogi je deloval vse do leta 1944, ko se je vrnil v Jugoslavijo.
Po vojni je bil predsednik Sveta za zunanje zadeve, namestnik ministra za notranje zadeve, direktor časopisa Borba, zvezni poslanec, član CK ZKJ, od 1958 njegovega izvršnega komiteja, 1964 je postal tudi sekretar CK ZKJ (poleg Kardelja in Rankovića, torej četrti človek v "partiji") in od 1966 član predsedstva (CK) ZKJ, kasneje je bil mdr. tudi predsednik konference ZK Beograda.

Viri in opombe
1. ↑  Munzinger Personen

- Vojna enciklopedija, 2. izd., 1978, Zvezek 10, str. 527.